# デッドヘッド
デッドヘッド（英語: Deadheading）とは、航空会社の操縦士や客室乗務員などの社員が、業務中の移動のために旅客機に乗客として搭乗すること、または搭乗した社員のことを指す業界用語である。
業務の一環として乗客として搭乗した社員を「（有償旅客としての）頭数に数えない」という意味から来た英語であるが、国を問わず、基本的にどの航空会社でも使用されている。なお、日本の一部の航空会社では「便乗」という符丁が使用されることもある。

## 概要

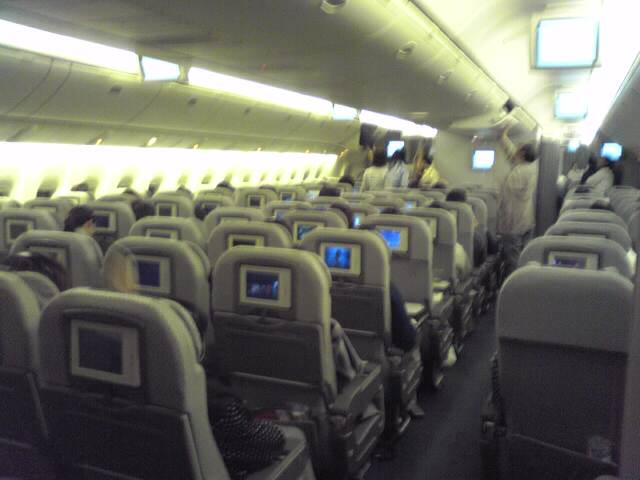
エコノミークラスの後部座席

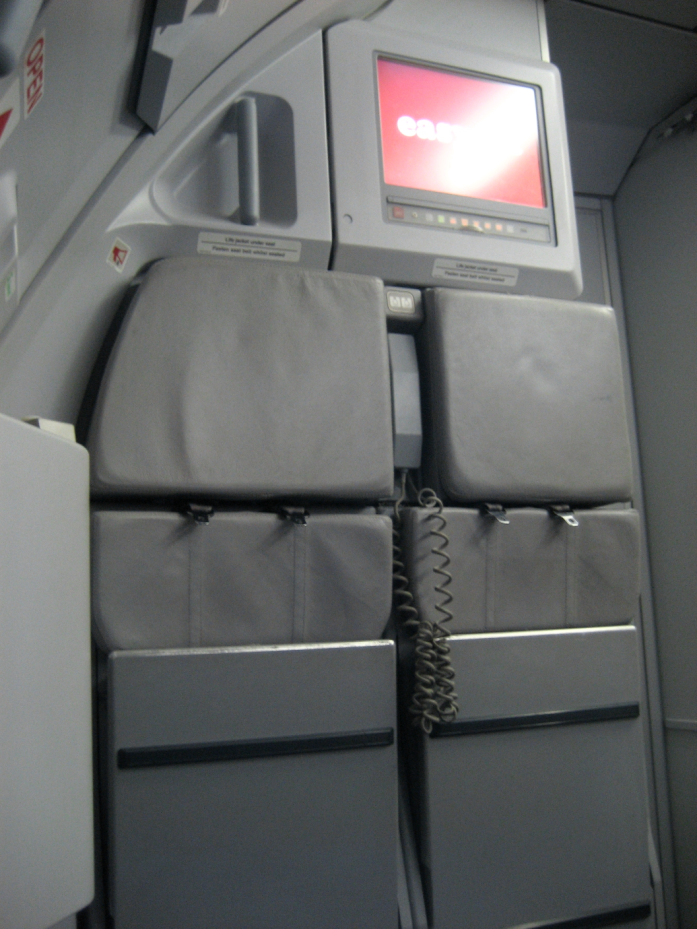
ジャンプシートの例（2名分）

### 使用クラス
旅客機の場合、デッドヘッド専用席は設けられていないため、基本的には、乗客と同じくエコノミークラスの客席に搭乗するが、7 - 8時間程度以上の長距離便の場合やエコノミークラスが満席の場合、ビジネスクラスに搭乗することもある。なお、エコノミークラスに複数の社員が搭乗する場合、客室の最後部エリアの座席があてがわれることが多いほか、緊急時の対応から非常口座席が割り当てられることがある。もっとも非常時には座席位置に関係なく、運航乗務員とともに補助や手伝いを行う。
また一部の国の航空会社では、短距離路線の場合、コックピットやギャレー（調理場）に備え付けられた、ジャンプシートと呼ばれる折り畳み席（補助席）を使用することもある。

### 機内サービス
国際線の場合、使用するクラスの機内食が提供されるが、国内線で機内食が提供されない路線の場合には、「クルーミール」と呼ばれる弁当形式の食事が提供されることが多い。また、機内食の種類の選択ができる場合には、一般の旅客への提供が終わった後に残った種類があてがわれることが建前となっている。
すべての機内サービスが一般旅客の後に回されるほか、事故などの緊急時の場合、運航乗務員の場合は操縦操作などの補助を行うほか、客室乗務員やそれ以外の社員の場合も緊急避難や応急処置の手伝いなどを行う。実際に、スカンジナビア航空751便不時着事故や全日空61便ハイジャック事件では便乗していたパイロットが重要な役割を果たした。

### 搭乗時の服装
操縦士や客室乗務員などの制服を着用する職種の社員の場合、一般乗客に対して混乱を与えないよう搭乗時には制服を着用しないか、またはカーディガンやセーターなどをはおり、制服を隠すことが多い。

### 乗降
乗降する乗客の邪魔にならないように、基本的に乗客より後に搭乗（乗客の改札前にあらかじめ搭乗している場合もある）し、乗客より後に降機する。空港ターミナルビルから機材までバス移動の場合は、社用車など乗客とは別のバスで移動するケースが多い。なお、手荷物は乗客のものと混乱しないように乗客とは別の種類のタグを使用し、搭載もまとまった個所に置かれる。

## 例外

### 貨物機の場合

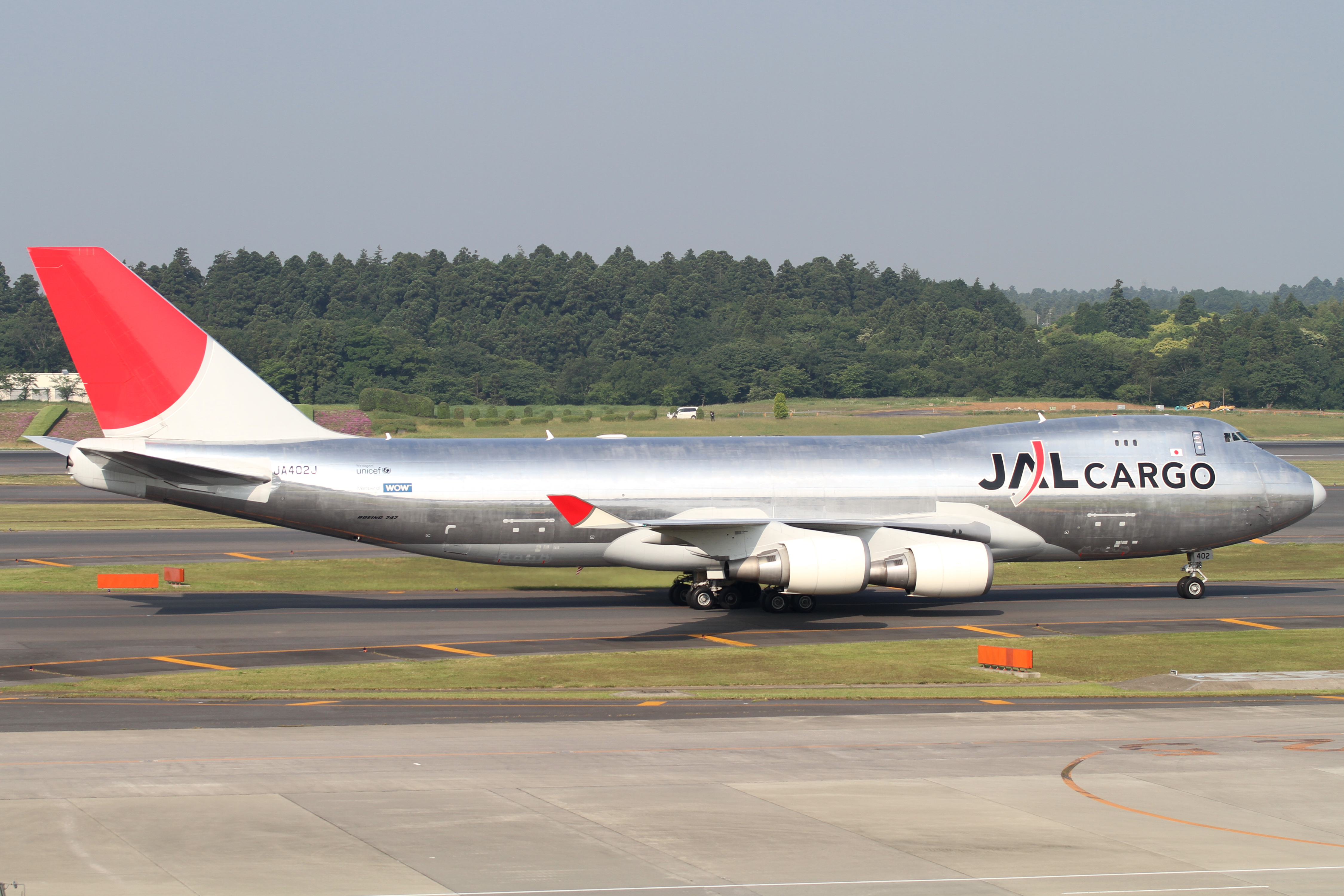
JALカーゴのボーイング747-400F貨物機

民間航空会社の貨物機の場合、コックピットの後ろにデッドヘッド、もしくは荷主用にビジネスクラスのシートが数席設けられていることが多い。なお、中長距離便の場合、機内食はギャレーで自ら加熱する。これは乗務している操縦士も同様である。

### フェリー便の場合
旅客機が乗客を乗せないで移動する回送の場合、基本的には搭乗する座席が決められているものの、デッドヘッド以外の搭乗者がいないことから、好きな座席に座ることや、複数席を占有する者も多い。

### 他社便搭乗の場合
自社便が運航されていない区間を移動する場合は、他社便に搭乗するケースもある。その場合は同じ航空連合に属する航空会社や提携他社を利用することが一般的であるが、長距離便に搭乗する場合は拘束時間の関係と労働時間の制約により、目的地に無理なく一番早く到着できる航空便が優先される。また、東京 - 仙台などの定期便が設定されていない区間で新幹線を利用する場合、「新幹線デッドヘッド」と呼ばれることもある。